# 南區 (橫濱市)
南區（日语：／ Minami ku */?）是日本神奈川縣橫濱市的18個行政區之一，於1943年12月1日成立。據2022年1月統計，人口密度每平方公里15,614人，為18區之冠，遠高於第二名西區的15,019人/km2。

## 地理
京濱急行電鐵與鎌倉街道縱貫南區中心，此外，橫濱市營地下鐵藍線位於鎌倉街道地下，與其平行。
首都高速道路狩場線經過南區北部，西部則有橫濱橫須賀道路，主幹道周邊有許多大樓與公寓、其餘地區大半為住宅區。
位於南部的弘明寺是橫濱市最古老的寺廟，曾經是真葛燒的窯場。

## 設施

### 消防署

#### 南消防署（浦舟町・南區綜合廳舍內）
- 六川消防辦事處
- 蒔田消防辦事處
- 大岡消防辦事處

### 派出所

#### 南警察署（大岡）
- 通町派出所
- 東蒔田町派出所
- 中村橋派出所
- 浦舟町派出所
- 八幡町派出所
- 平樂派出所
- 真金町派出所
- 吉野町派出所
- 久保山派出所
- 清水丘派出所
- 南太田派出所
- 大岡町派出所
- 井土谷派出所
- 永田派出所
- 六川派出所
- 別所町派出所
- 大池派出所

### 郵局

#### 橫濱南郵局（井土谷上町）
- 橫濱浦舟郵局
- 橫濱大岡郵局
- 橫濱弘明寺郵局
- 橫濱宿町郵局
- 橫濱中島郵局
- 橫濱中村橋郵局
- 橫濱永田郵局
- 橫濱南太田郵局
- 橫濱南永田郵局
- 横濱六川一郵局
- 横濱六川郵便局
- 横濱吉野町郵局

## 教育

### 大學
- 放送大学神奈川学習中心

### 專門学校
- 橫濱TECHNOAUTO專門学校

### 高等学校
- 神奈川縣立橫濱清陵綜合高等学校
- 神奈川縣立橫濱国際高等学校
- 橫濱市立橫濱商業高等学校
- 橫濱市立橫濱綜合高等学校
- 青山学院橫濱英和高等学校
- 關東学院高等学校

### 中学
- 橫濱市立共進中学校
- 橫濱市立平樂中学校
- 橫濱市立蒔田中学校
- 橫濱市立南中学校
- 橫濱市立南丘中学校
- 橫濱市立永田中学校
- 橫濱市立六川中学校
- 橫濱市立藤之木中学校
- 橫濱国立大学教育学部附屬橫濱中学校
- 青山学院橫濱英和中学校
- 關東学院中学校

### 小学
- 橫濱市立石川小学校
- 橫濱市立太田小学校
- 橫濱市立藤之木小学校
- 橫濱市立六川小学校
- 橫濱市立六川台小学校
- 橫濱市立六川西小学校
- 橫濱市立蒔田小学校
- 橫濱市立南小学校
- 橫濱市立日枝小学校
- 橫濱市立南太田小学校
- 橫濱市立井土谷小学校
- 橫濱市立永田小学校
- 橫濱市立永田台小学校
- 橫濱市立中村小学校
- 橫濱市立別所小学校
- 橫濱市立南吉田小学校
- 橫濱市立大岡小学校
- 青山学院橫濱英和小学校
- 關東学院小学校

### 特別支援学校
- 橫濱市立中村特別支援学校
- 橫濱国立大学教育学部附屬特別支援学校
- 神奈川縣立橫濱南養護学校
- 橫濱市立浦舟特別支援学校

## 交通

### 鐵路
橫濱市交通局（橫濱市營地下鐵）
- 藍線：（阪東橋站） - 吉野町站 - 蒔田站 - 弘明寺站

京濱急行電鐵
- 本線：黃金町站 - 南太田站 - 井土谷站 - 弘明寺站

※南區綜合廳舍最接近阪東橋站，該站位於橫濱市中區。
※最接近港南區有藍線、京急線的上大岡站，最接近保土谷區有橫須賀線的保土谷站，有很多南區居民使用。

### 巴士
- 橫濱市交通局（橫濱市營巴士）
- 神奈川中央交通
- 京濱急行巴士
- 江之電巴士
- 相鐵巴士

### 道路
高速公路
- 首都高速神奈川3號狩場線
- 阪東橋出入口 - 花之木出入口 - 永田出入口 -
- 橫濱橫須賀道路

一般國道
- 國道1号
- 國道16号

主要縣道
- 神奈川縣道21號橫濱鎌倉線

一般縣道
- 神奈川縣道218号彌生台櫻木町線

## 名所、觀光景點

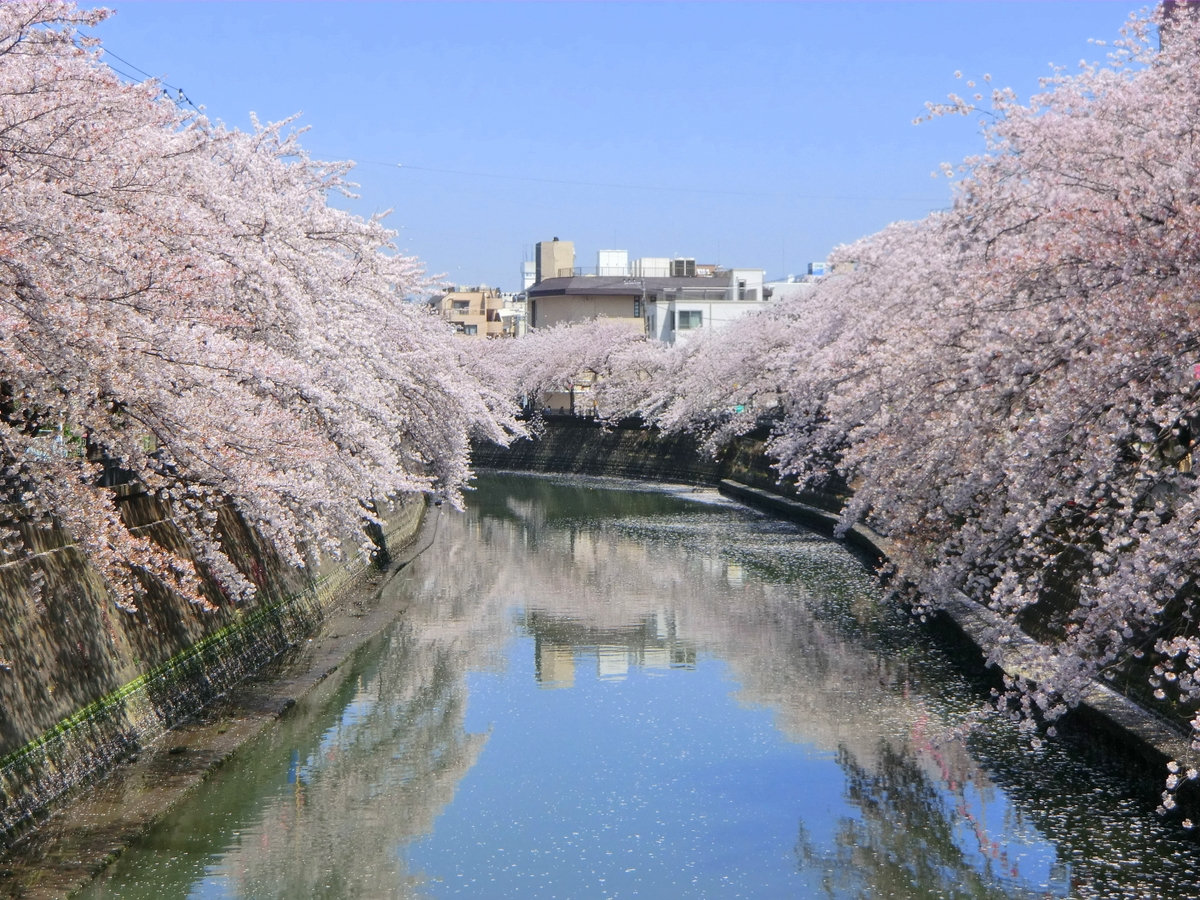
大岡川長廊的櫻花樹

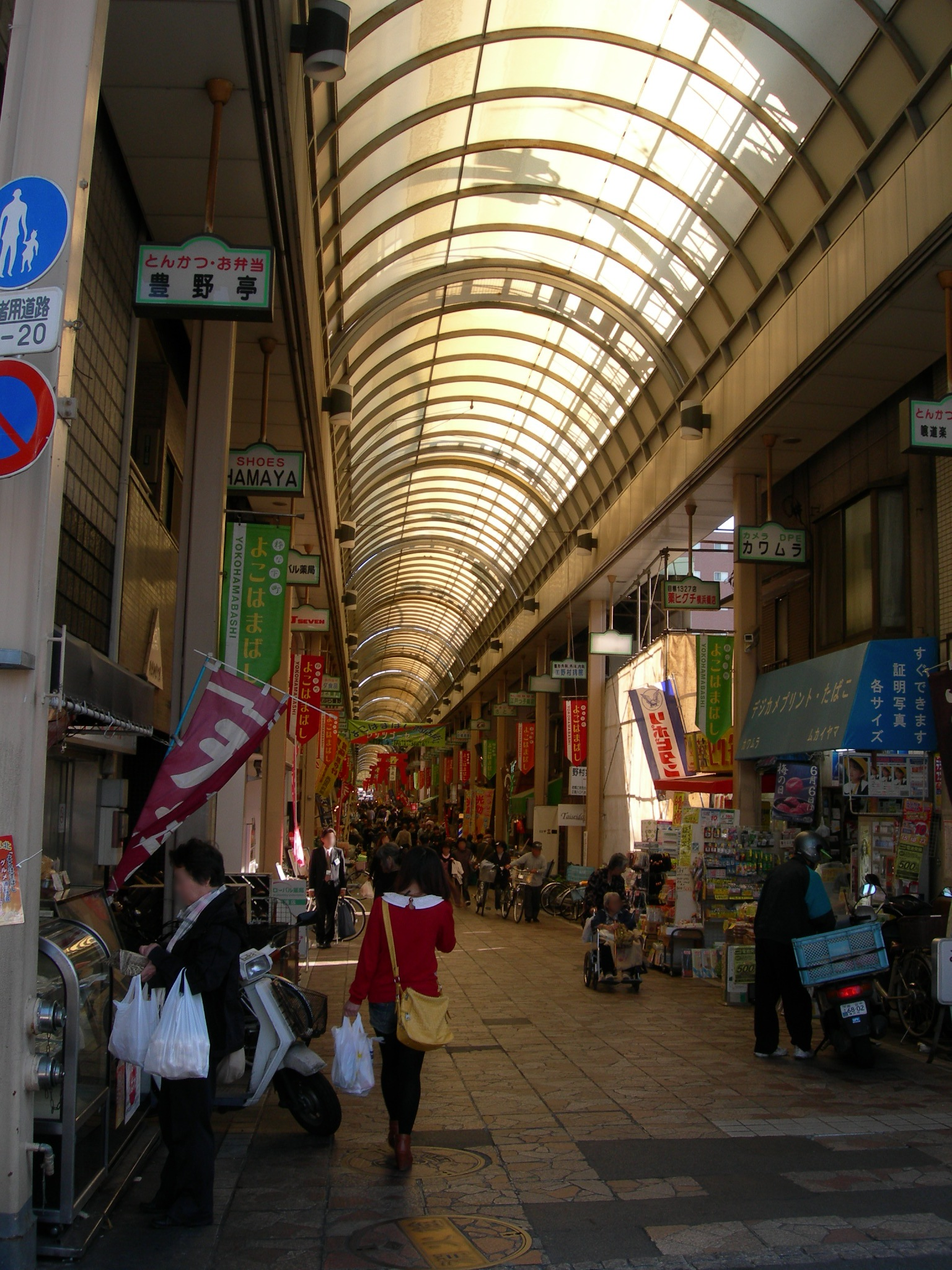
橫濱橋通商店街

### 公園・自然
- 橫濱市兒童植物園 - 玫瑰園(蒐集約80種玫瑰)、藥草園、水果園、約有2000種植物的自然觀察林。
- 橫濱市環境活動支援中心
- 清水丘公園
- 大岡川長廊 - 賞櫻名所。櫻花祭時晚上會點燈。
- 弘明寺公園 - 有展望台、南圖書館、戶外游泳池。

### 寺院
- 弘明寺 - 橫濱市最古老的寺院。
- 金刀比羅・大鷲神社 - 11月舉辦「酉之市」，會有許多賣吉祥物熊手的攤販。
- 日枝神社 - 9月舉辦「三宮秋祭」。
- 寶生寺・弘誓院 - 寺林的森林是自然的常綠闊葉林，為神奈川縣指定天然紀念物。

### 歷史遺跡
- 井土谷事件遺跡 - 攘夷派浪士殺害法國軍官的地方（井土谷下町32-1）
- 吉良氏的供養塔（勝国寺內）
- 大原隧道

### 劇場・展覽設施
- 三吉演藝場 - 是以大眾演劇為主的劇場，但也有落語節目。
- 神奈川縣埋藏文化財中心

## 知名出身人物
- 山本小鐵（原職業摔角手）
- 桂歌丸（落語家）
- 桂米丸（落語家）
- 齊藤由貴（演員・歌手）
- 淺野忠信（演員）
- 2代目大江美智子（女演員）
- 中村優一（演員）
- 阿部公二（搞笑藝人）
- 神谷明（聲優）
- 子安武人（聲優）
- 鈴木隆（橫濱市副市長）
- 齊藤秀光（原職業棒球選手）
- 高橋光信（原職業棒球選手）
- 大野和士（指揮家）
- 倉持明日香 (藝人、原AKB48)

## 外部連結
- OpenStreetMap上有關南區 (橫濱市)的地理
- （日語） 官方网站